# Carlos Rincón

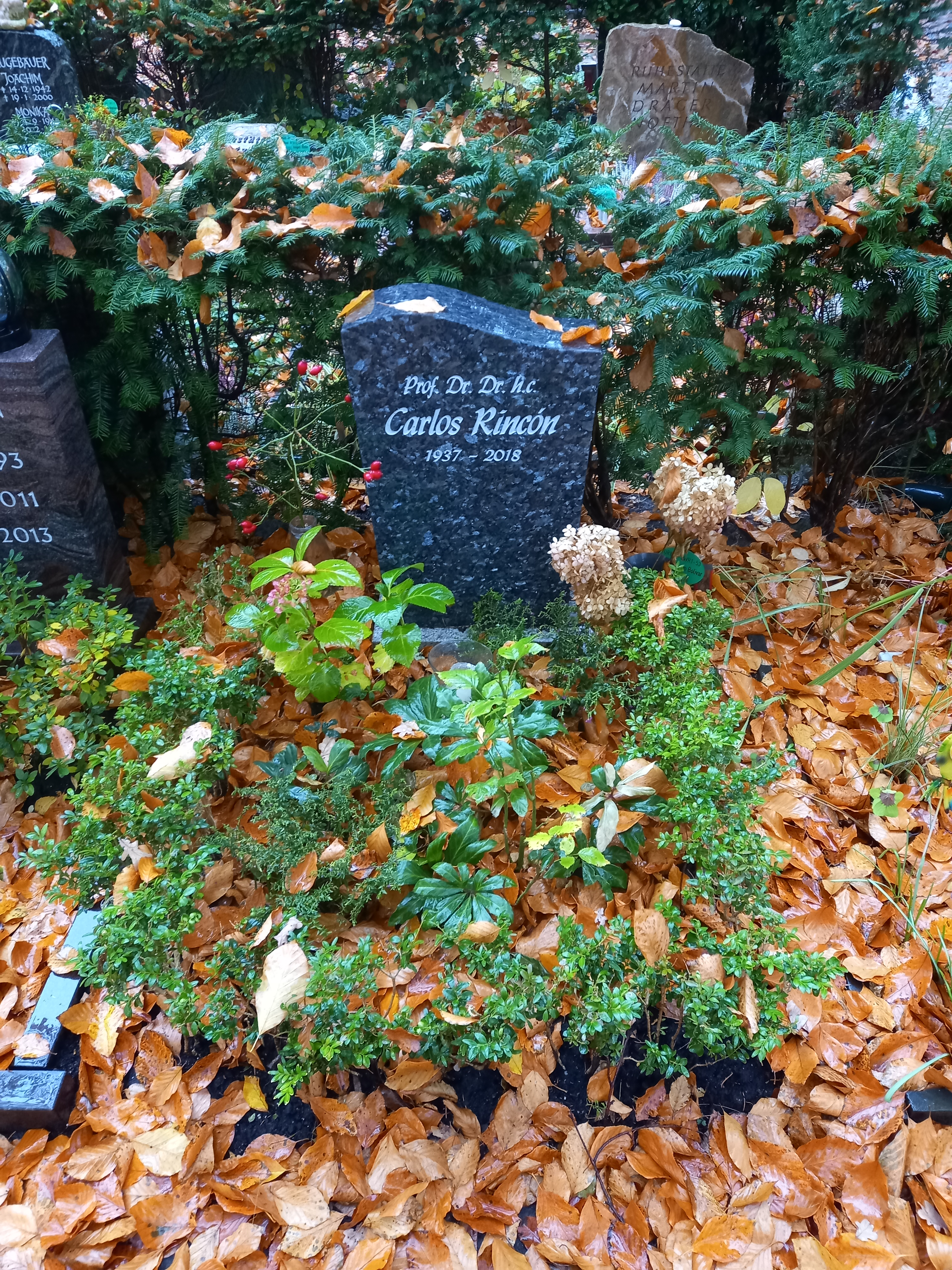
Das Grab von Carlos Rincón auf dem Friedhof Lichterfelde

Carlos Rincón (* 10. Oktober 1937 in Kolumbien; † 24. Dezember 2018 in Deutschland, eigentlich Carlos Eduardo Rincón Bolivar) war ein kolumbianisch-deutscher Literaturwissenschaftler und Kulturtheoretiker, der von 1990 bis zu seiner Emeritierung am Lateinamerika-Institut der FU Berlin lehrte.

## Leben
Rincón studierte zunächst in Kolumbien, ging dann jedoch an die Universität Leipzig, wo er 1965 bei Werner Bahner und dem berühmten Romanisten Werner Krauss promovierte. Zwischen 1970 und 1976 forschte er an der damaligen Akademie der Wissenschaften der DDR teilweise in Leipzig, teilweise in Berlin. Mit Werner Krauss wechselte Rincón für einige Zeit nach Berlin. Von 1976 bis 1980 war Rincón Ordinarius an der Universidad Central de Venezuela in Caracas, Venezuela.
Später wechselte er nach Kolumbien und nach Nicaragua; unter anderem war er von 1980 bis 1986 persönlicher Referent des nicaraguanischen Kultusministers Ernesto Cardenal. 1990 nahm er einen Ruf an die Freie Universität Berlin auf den „Lehrstuhl für Literatur- und Kulturtheorie“ an, wo er bis zu seiner Emeritierung im Jahr 2002 lehrte.
Rincón wurde, vor allem in Bezug auf Lateinamerika, als einer der „bedeutendsten Literatur- und Kulturtheoretiker der Gegenwart“ bezeichnet.
Im Jahr 2003 wurde ihm die Ehrendoktorwürde der Universität Leipzig verliehen.

## Veröffentlichungen (Auswahl)
- El cambio actual de la noción de literatura y otros estudios de teoria y crítica latinoamerica, 1978, Bogotá, Instituto Colombiano de Cultura
- (als Hg.): Sechsundzwanzig Erzählungen aus Venezuela. Reihe: Erkundungen, o. Nr. – Volk und Welt, Berlin 1981, 1983[2]
- (als Hg.): Fünfzig Erzähler aus Mittelamerika. Erkundungen (Buchreihe) o. Nr. Verlag Volk und Welt, Berlin 1988
- (als Hg.): Crítica Literaria hoy. Entre las crisis y los cambios: un nuevo escenario. Stanford 1995
- La no simultaneidad de lo simultáneo: postmodernidad, globalización y culturas en América Latina, 1995, Bogotá, Universidad Nacional de Colombia
- Mapas y plieges: ensayos de cartografía cultural y de lectura del neobarroco, 1996, Bogotá, Colcultura
- García Márquez, Hawthorne, Shakespeare, de la Vega & Co. Unltd, 1999, Bogotá, Instituto Caro y Cuervo
- De la guerra de las imágenes a la mezcla barroca de los imaginarios en el mundo colonial americano, 2007, Bogotá, Universidad Nacional de Colombia
- Íconos y mitos culturales en la invención de la nación en Colombia, 2014, Bogotá, Universidad Javeriana
- Avatares de la memoria cultural en Colombia. Formas simbólicas del Estado, museos y canon literario, 2015, Bogotá, Universidad Javeriana

## Festschrift für Rincón
- Nana Badenberg (Hrsg.): Exzentrische Räume: Festschrift für Carlos Rincón, Heinz, Stuttgart 2000 (Reihe Historamericana Bd. 9) ISBN 3-88099-678-4

## Notizen
1. ↑  https://web.archive.org/web/20040515210047/http://www.uni-protokolle.de/nachrichten/id/27119/
2. ↑  darin: Arturo Uslar Pietri, Das Wolfsjunge

| Personendaten    | Personendaten                                                  |
| ---------------- | -------------------------------------------------------------- |
| NAME             | Rincón, Carlos                                                 |
| ALTERNATIVNAMEN  | Bolivar, Carlos Eduardo Rincón (wirklicher Name)               |
| KURZBESCHREIBUNG | kolumbianischer Literaturwissenschaftler und Kulturtheoretiker |
| GEBURTSDATUM     | 10. Oktober 1937                                               |
| GEBURTSORT       | Kolumbien                                                      |
| STERBEDATUM      | 24. Dezember 2018                                              |
| STERBEORT        | Deutschland                                                    |